# دنيس فورد
دنيس فورد (بالإنجليزية: Dennis Ford) هو سباح جنوب أفريقي، ولد في 3 فبراير 1931 في إيست لندن في جنوب أفريقيا، وتوفي في 2009.

## وصلات خارجية
- دنيس فورد على موقع الاتحاد الدولي للسباحة (الإنجليزية)
- دنيس فورد على موقع SwimRankings.net (الإنجليزية)
- دنيس فورد على موقع اللجنة الأولمبية الدولية (الإنجليزية)
- دنيس فورد على موقع أوليمبيديا (الإنجليزية)
- دنيس فورد على موقع اتحاد ألعاب الكومنولث (مؤرشف) (الإنجليزية)